# Rhytidophyllum lomense
Rhytidophyllum lomense là một loài thực vật có hoa trong họ Tai voi. Loài này được (Urb.) C.V. Morton miêu tả khoa học đầu tiên năm 1957.